# Canthocamptus echinopyge
Canthocamptus echinopyge é uma espécie de crustáceo da família Canthocamptidae.
É endémica da Austrália.